# NGC 4911
NGC 4911 este o liner situată în constelația Părul Berenicei. A fost descoperită în 11 aprilie 1785 de către William Herschel. Se află la o distanță de 116,02 megaparseci de Pământ.